# ويليام بايرز
ويليام بايرز هو سياسي أمريكي، ولد في 22 فبراير 1831، وتوفي في 25 مارس 1903.